# Bad Lauterberg im Harz
Bad Lauterberg im Harz är en stad i Landkreis Göttingen i det tyska förbundslandet Niedersachsen. Bad Lauterberg im Harz, som har anor från 1100-talet, har cirka 
10 000 invånare.